# Catherine Furet
Catherine Furet (née le 17 novembre 1954 à Mulhouse, Haut-Rhin, France) est une architecte française contemporaine, spécialisée dans le logement social.

## Biographie
Catherine Furet passe son enfance et son adolescence à Chaville, dans la banlieue parisienne. Attirée dès le lycée par l'architecture, elle intègre l'École nationale supérieure d'architecture de Versailles en 1972, dont elle sort en tant qu'architecte DPLG en 1980. En parallèle, elle obtient un DEA d'Histoire à l'École des hautes études en sciences sociales en 1981.
Peu après, elle devient pensionnaire de l'Académie de France à Rome de 1982 à 1984, à la Villa Médicis. De retour en France, elle crée l'Atelier Catherine Furet, en 1985, pour mener à bien la construction de ses deux premiers projets : des logements à La Courneuve et au Passage Gambetta, dans le 20e arrondissement de Paris.

## Réalisations
En tout, Catherine Furet a réalisé à ce jour plus de 1000 logements sociaux.

### Principales réalisations terminées
- 1985-1989 : 95 logements et 3 ateliers d'artistes dans le quartier de l'Orme Seul à La Courneuve
- 1990-1995 : 33 logements, 16 ateliers d'artistes et une maison particulière rue Piat, dans le 20e arrondissement de Paris
- 1994-1998 : 48 logements et 6 ateliers d'artistes rue du Tage, dans le 13e arrondissement de Paris
- 1996-1999 : 79 logements Rue de la Croix-Nivert dans le 15e arrondissement de Paris
- 1998-2003 : 25 logements et 600 m2 de locaux pour l’Université de Chicago dans le 13e arrondissement de Paris
- 1999-2003 : 35 logements et 500 m2 de bureaux dans le Quartier Saint-Maurice à Lille
- 1998-2003 : Institut Européen de Gestion - Université Paris XII à Créteil
- 2005-2009 : 4 immeubles collectifs comprenant 78 logements, 6 immeubles intermédiaires comprenant 48 logements et 51 maisons individuelles dans le quartier de la Haute Borne à Villeneuve-d'Ascq

### Projets en cours
- depuis 2005 : 95 logements sociaux, 175 logements étudiants à Bordeaux
- depuis 2005 : Restructuration et extension du lycée Descartes à Antony
- depuis 2002 : 71 logements au Havre

## Prix
- Chevalier de la Légion d'honneur le 1er janvier 2000 [2].
- Lauréate du Palmarès National de l'Habitat en 1990 pour la réalisation de 95 logements au Quartier de l'Orme Seul, à La Courneuve.